# Unió Europeista
Unió Europeista fou el nom que va adoptar una coalició electoral que es va presentar-se a les Eleccions al Parlament Europeu de 1987, les primeres celebrades a Espanya per a escollir representants en aquesta càmera. Els seus integrants eren dos partits nacionalistes i de centredreta: Partit Nacionalista Basc i Partit Galleguista Nacionalista (PGN). La candidatura l'encapçalava Jon Gangoiti Llaguno (PNB), seguit de Manuel Tubío (PGN).
La coalició va obtenir un total de 226.579 vots (1,18%), sent la novena força política i sense aconseguir cap eurodiputat dels 60 en joc (fou la segona candidatura amb major nombre de vots que no va obtenir representació). La coalició només va obtenir resultats apreciables al País Basc (208.135 vots, 19,32%), on va ser la segona força, després d'Herri Batasuna. Els resultats a Galícia (5.322 vots, 0,43%) i Navarra (2.574 vots, 0,91%) van ser discrets, resultant insignificants en la resta d'Espanya.

## Integrants
| Partits | Partits                               |
| ------- | ------------------------------------- |
|         | Partit Nacionalista Basc (EAJ/PNV)    |
|         | Partido Galeguista Nacionalista (PGN) |

## Resultats electorals
| Parlament Europeu |         |     |      |        |     |
| Any               | Vots    | %   | Pos. | Escons | +/– |
| 1987              | 226,570 | 1.2 | 9è   | 0 / 60 | —   |